# فيثيدا فوتيسان
فيثيدا فوتيسان (اللاوية:ໄຜ່ທິດາ ໂພທິສານ ؛ من مواليد 1 يناير 1994) هي صاحبة مسابقة ملكة جمال لاوس. كانت أول وصيفة في مسابقة ملكة جمال الكون لاوس 2019. وستمثل الآن لاوس في مسابقة ملكة جمال الدولية 2019.

## روابط خارجية
- Miss Universe Laos  على فيسبوك.

| الجوائز و الإنجازات  | الجوائز و الإنجازات         | الجوائز و الإنجازات |
| -------------------- | --------------------------- | ------------------- |
| سبقه بيمارث فونباسوث | ملكة جمال لاوس الدولية 2019 | تبعه                |